# Норт-Гоупвелл Тауншип (округ Йорк, Пенсільванія)
Норт-Гоупвелл Тауншип (англ. North Hopewell Township) — селище (англ. township) в США, в окрузі Йорк штату Пенсільванія. Населення — 2723 особи (2020).

## Демографія
Згідно з переписом 2010 року, у селищі мешкала 2791 особа в 1077 домогосподарствах у складі 807 родин. Було 1120 помешкань
Расовий склад населення:
| - 97,5 % — білих - 0,5 % — чорних або афроамериканців - 0,4 % — азіатів - 0,1 % — вихідців з тихоокеанських островів |

До двох чи більше рас належало 1,3 %. Частка іспаномовних становила 0,8 % від усіх жителів.
За віковим діапазоном населення розподілялося таким чином: 21,9 % — особи молодші 18 років, 63,8 % — особи у віці 18—64 років, 14,3 % — особи у віці 65 років та старші. Медіана віку мешканця становила 44,3 року. На 100 осіб жіночої статі у селищі припадало 107,8 чоловіків;  на 100 жінок у віці від 18 років та старших — 103,6 чоловіків також старших 18 років.
Середній дохід на одне домашнє господарство  становив 69 191 долар США (медіана — 57 422), а середній дохід на одну сім'ю — 78 317 доларів (медіана — 67 880). Медіана доходів становила 50 611 долар для чоловіків та 39 350 доларів для жінок. За межею бідності перебувало 3,7 % осіб, у тому числі 3,4 % дітей у віці до 18 років та 3,1 % осіб у віці 65 років та старших.
Цивільне працевлаштоване населення становило 1540 осіб. Основні галузі зайнятості: виробництво — 20,8 %, освіта, охорона здоров'я та соціальна допомога — 19,7 %, роздрібна торгівля — 10,2 %, науковці, спеціалісти, менеджери — 10,1 %.